# ÖFBV-Jugendliga
Die ÖFBV-Jugendliga ist die höchste Spielklasse im österreichischen Junioren-Floorball. In diesem Wettbewerb wird seit der Saison 2020/21 der österreichische Junioren-Staatsmeister in mehreren Altersklassen ausgespielt, die bereits mehrfach angepasst wurden. Die Altersklasse U19 wurde bis zur Saison 2023/24 ausgespielt und als U19-Bundesliga (anstatt U19-Jugendliga) bezeichnet.
In der Saison 2024/25 wird in folgenden Altersklassen gespielt: U10, U12, U14 Kleinfeld, U14 Großfeld, U17, U12 weiblich, U14 weiblich, U17 weiblich.

## Bisherige Meister

### Jungen
| Jahr | U10           | U12           | U14 KF        | U14           | U16           | U17           | U19           |
| ---- | ------------- | ------------- | ------------- | ------------- | ------------- | ------------- | ------------- |
| 2021 | —             | KAC Floorball | KAC Floorball | —             | VSV Unihockey | —             | KAC Floorball |
| 2022 | KAC Floorball | KAC Floorball | VSV Unihockey | —             | VSV Unihockey | —             | KAC Floorball |
| 2023 | VSV Unihockey | KAC Floorball | KAC Floorball | KAC Floorball | KAC Floorball | —             | KAC Floorball |
| 2024 | VSV Unihockey | KAC Floorball | KAC Floorball | KAC Floorball | KAC Floorball | —             | VSV Unihockey |
| 2025 | VSV Unihockey | KAC Floorball | VSV Unihockey | KAC Floorball | —             | VSV Unihockey | —             |

| Rang | Verein                  | Meister | Platz 2 | Platz 3 | Platz 4 |
| ---- | ----------------------- | ------- | ------- | ------- | ------- |
| 01   | KAC Floorball           | 17      | 7       | 1       | 0       |
| 02   | VSV Unihockey           | 9       | 15      | 2       | 0       |
| 03   | Wiener Floorball Verein | 0       | 2       | 7,5     | 8       |
| 04   | Floorballbunnies        | 0       | 2       | 2       | 4       |
| 05   | FBC Dragons             | 0       | 0       | 7,5     | 2       |
| 06   | Floorball Bad Ischl     | 0       | 0       | 2,5     | 1       |
| 07   | TVZ Wikings             | 0       | 0       | 1,5     | 0       |
| 08   | UHC Alligator Rum       | 0       | 0       | 1       | 4       |
| 09   | UHC Linz                | 0       | 0       | 1       | 0,5     |
| 10   | Steel Wings Linz        | 0       | 0       | 1       | 0       |
| 11   | HFC Feldkirch Knights   | 0       | 0       | 0       | 3       |
| 12   | ASV Pressbaum           | 0       | 0       | 0       | 1       |

### Mädchen
| Jahr | U12w                    | U14w              | U16w                    | U17w                    | U19w          |
| ---- | ----------------------- | ----------------- | ----------------------- | ----------------------- | ------------- |
| 2021 | —                       | —                 | —                       | —                       | FBC Dragons   |
| 2022 | —                       | UHC Alligator Rum | UHC Alligator Rum       | —                       | FBC Dragons   |
| 2023 | —                       | TVZ Wikings       | Wiener Floorball Verein | —                       | KAC Floorball |
| 2024 | UHC Alligator Rum       | TVZ Wikings       | Wiener Floorball Verein | —                       | KAC Floorball |
| 2025 | Wiener Floorball Verein | Floorballbunnies  | —                       | Wiener Floorball Verein | —             |

| Rang | Verein                  | Meister | Platz 2 | Platz 3 | Platz 4 |
| ---- | ----------------------- | ------- | ------- | ------- | ------- |
| 01   | Wiener Floorball Verein | 4       | 2       | 3       | 0       |
| 02   | UHC Alligator Rum       | 3       | 5,5     | 2       | 0       |
| 03   | FBC Dragons             | 2       | 4       | 0       | 2       |
| 04   | TVZ Wikings             | 2       | 1       | 0       | 0       |
| 05   | KAC Floorball           | 2       | 0       | 0       | 0       |
| 06   | Floorballbunnies        | 1       | 1       | 0       | 0       |
| 07   | UHC Linz                | 0       | 0,5     | 1       | 0       |
| 08   | Hot Shots Innsbruck     | 0       | 0       | 3       | 0       |
| 09   | VSV Unihockey           | 0       | 0       | 0       | 1       |